# 久松信美
久松 信美（ひさまつ のぶよし、1962年5月27日 - ）は、日本の俳優、声優。
長崎県出身。自転車キンクリーツカンパニー所属。以前はSai株式会社に所属していた。

## 人物
- 身長175cm。体重65kg[2]。
- 特技はテニス[2]、野球[2]、スポーツ全般[2]、長崎弁[1]。
- 長崎市立長崎商業高等学校卒業。
- 舞台では自転車キンクリートの作品を中心に出演している。打たれ強い性格であり、演出からガンガン言われても大丈夫なタイプだと1994年の舞台『トランクス』の稽古場で言われていた[4]。
- 佐藤二朗がSNSに投稿した「人の不幸をちゃんと悲しむ。人の幸せをちゃんと喜ぶ。そっちの方が、遥かに、遥かに尊い[5]」という言葉が大きな反響を呼んだが[6]、これは久松との再会での出来事をきっかけに書かれたもの[7]。電車内で偶然佐藤と再会し、佐藤がファンに握手を求められた際、久松は「二朗～、お前、売れやがって、この野郎！」と本当に嬉しそうな顔で言ったという。表面上は軽口のように見えるが、その笑顔には一切の妬みや皮肉がなく、純粋な祝福が込められていて佐藤が一生忘れないほど印象的だったと語るように、後輩の成功を心から喜べる人物である。

## 出演

### 映画
- 免許がない!（1994年）[8]
- 劇場版 仮面ライダー龍騎 EPISODE FINAL（2002年）
- SUPER ”DRY” FILMS「PLAY BALL!」（2004年）
- 北の零年（2005年） - 百姓 役[9]
- 怪談壱 病院怪談（2006年）[10]
- L change the WorLd（2008年）
- ハッピーフライト（2008年）
- Livespire 嵐になるまで待って（2009年） - 滝島 役
- きっかけはYOU!（2011年）
- 劇場版 SPEC〜天〜（2012年）[11]
- 踊る大捜査線 THE FINAL 新たなる希望（2012年）[12]
- 花とアリス殺人事件（2015年）※声の出演
- 案山子とラケット 〜亜季と珠子の夏休み〜（2015年） - 林田育夫 役[13]
- ミュージアム（2016年）[14]
- 第二警備隊（2017年）[15]
- はるヲうるひと（2019年）[16]
- 決戦は日曜日（2022年）[17]
- シン・ウルトラマン（2022年） - 統合幕僚長 役[18]
- アキラとあきら（2022年） - 産業中央銀行専務 役
- 決戦は日曜日（2022年）

### テレビドラマ

#### NHK
- ゲゲゲの女房（2010年）
- 大河ドラマ
  - 江〜姫たちの戦国〜（2011年） - 武田勝頼 役[19]
  - 八重の桜（2013年） - 阿部正弘 役
- ひきこもり先生
  - シーズン1（2021年） - [20]
  - シーズン2（2022年） - 菅原裕二教頭 役[21]

#### 日本テレビ
- モダンガールズ（1990年）
- …ひとりでいいの（1992年）
- 恋も料理もさじ加減（1995年）
- 永遠の仔（2000年）
- よい子の味方 〜新米保育士物語〜（2003年）
- すいか（2003年）
- 野ブタ。をプロデュース（2005年）
- 火曜ドラマゴールド
  - 美熱 〜美しき肌の誘惑（2006年）
- セクシーボイスアンドロボ（2007年）
- 銭ゲバ（2009年） - 派遣の男 役[22]
- 四つ葉神社ウラ稼業 失恋保険〜告らせ屋〜（2011年）[23]
- 妖怪人間ベム（2011年） - 藤原裕之 役[24]
- クレオパトラな女たち（2012年）[25]
- トドメの接吻（2018年）[26]
- イノセンス 冤罪弁護士（2019年） - 池田教頭 役[27]
- ボイスII 110緊急指令室（2021年）[28]

#### TBS
- 夫婦2組あぶない同居（1990年）
- 売春捜査官（1990年）
- マイフロアレディ（1991年）
- 超難解推理クイズ 頭脳警察（1995年）
- ひなたぼっこ（1998年 - 1999年） - 石丸光一 役
- 月曜ドラマスペシャル
  - ミニパト婦警の事件簿（1998年）
  - ラーメン屋源ちゃんの人情事件簿 札幌ススキノ殺人事件（2000年）
  - 弁護士迫まり子の遺言作成ファイル（2000年）
- ケイゾク（1999年）
- 美しい人（1999年）
- 真夏のメリークリスマス（2000年）
- 一攫千金夢家族（2002年）
- ラストシーン（2003年）
- オレンジデイズ（2004年）
- 里見八犬伝（2006年）
- きらきら研修医（2007年）
- 月曜ゴールデン
  - 十津川警部シリーズ 38（2007年）
  - 湯けむりバスツアー 桜庭さやかの事件簿 5（2014年）
- パパとムスメの7日間（2007年）
- ハンチョウ〜安積班シリーズ
  - シリーズ1（2009年） - 森山裕一 役
  - シリーズ5（2012年） - 秋葉太一 役
- SPEC〜翔〜 警視庁公安部公安第五課 未詳事件特別対策係事件簿（2012年）
- あぽやん〜走る国際空港（2013年）[29]
- 確証〜警視庁捜査3課（2013年）
- 隠蔽捜査（2014年） - 川端守雄 役
- S -最後の警官-（2014年）
- ホワイト・ラボ〜警視庁特別科学捜査班〜（2014年） - 中尾医師 役
- ヤメゴク〜ヤクザやめて頂きます〜（2015年） - 永光正 役
- 劇場霊からの招待状（2015年） - 橘雄一 役
- 下剋上受験（2017年）[30]
- ごめん、愛してる（2017年） - 三宅医師 役

#### フジテレビ
- やっぱり猫が好き殺人事件（1990年）
- ダイナマイト!（1990年）
- 結婚の理想と現実（1991年）
- お子様は魔女（1991年） - 主演
- 食べる刑事（1992年）
- 海ごはん山ごはん（1993年 - 1994年）
- 男なんてこんなもの（1993年）
- 愛のことば（2001年） - 尾畑 役
- 美女か野獣（2003年）
- マザー&ラヴァー（2004年）
- 世にも奇妙な物語 春の特別編（2005年）
- のだめカンタービレ（2006年）
- 東京タワー 〜オカンとボクと、時々、オトン〜（2007年）
- 医龍 2（2007年）
- 明日の光をつかめ2（2011年）
- 踊る大捜査線 THE LAST TV サラリーマン刑事と最後の難事件（2012年）
- TOKYOエアポート〜東京空港管制保安部〜（2012年）[31]
- 結婚しない（2012年）[32]
- ラストホープ（2013年）[33]
- 白衣のなみだ 第一部（2013年）
- 土曜プレミアム
  - ガリレオXX 内海薫最後の事件 愚弄ぶ（2013年）
  - 「黄金のバンタム」を破った男 〜ファイティング原田物語〜（2014年）[34]
- Oh,My Dad!!（2013年）
- SUITS/スーツ (日本のテレビドラマ)（2018年） - 安樂孝志 役[35]
- アンメット ある脳外科医の日記 第4話（2024年5月6日、関西テレビ） - 川内健伍 役

#### テレビ朝日
- 風の刑事・東京発!（1996年）
- プリティーモンキー（1998年）
- R-17（2001年）
- 月曜ミステリー劇場
  - 弁護士 朝吹里矢子（2001年）
- はみだし刑事情熱系 クリスマス2時間スペシャル（2003年）
- 相棒
  - Season2（2004年） - 蜷川輝明 役
  - Season5（2006年） - 西康介 役
  - Season6（2007年） - 錦隆文 役
  - Season11（2012年） - 人事課長 役[36]
  - Seasom17（2018年） - 石森刑事 役
- 陽はまた昇る（2011年）[37]
- 死神くん（2014年）[38]
- 警視庁捜査一課9係 Season9（2014年） - 三澤義行 役
- 遺留捜査
  - 第3シリーズ（2014年） - 香・茶道具薫堂 役[39]
  - 第4シリーズ（2017年） - 奥村達哉 役[40]
- 土曜ワイド劇場 / 温泉若おかみの殺人推理29（2015年） - 若田竜二 役
- 刑事7人
  - 第1シリーズ（2015年） - 小林匠 役[41]
  - 第2シリーズ（2016年） - 矢野剛 役[42]
- 狙撃（2016年） - 瀬川卓 役
- 女優墜ち（2016年、BS朝日）[43]
- べしゃり暮らし（2019年） - 子安雅史 役
- 日曜プライム / 西村京太郎トラベルミステリー72（2020年） - 大島健蔵 役

#### テレビ東京
- 日本列島あったかなべ旅行（1991年）
- 氷の家族（2000年）
- 噂の女（2018年） - 中川店長 役
- Iターン（2019年）[44]
- アメリカに負けなかった男〜バカヤロー総理 吉田茂〜（2020年） - 芦田均 役

#### テレビ愛知
- トミカヒーロー レスキューファイアー（2009年） - マイの父

#### BS-TBS
- ケータイ刑事 銭形泪 2ndシーズン（2004年） - 怪人十面相 役
- ケータイ刑事 銭形零
  - 1stシーズン（2004年） - 怪人八面相 役
  - 2ndシーズン（2005年） - 怪人六面相 役
- ケータイ刑事 銭形雷（2006年）
  - 1stシーズン - 怪人五面相 役
  - 2ndシーズン - 怪人三面相 役

#### WOWOW
- 長屋のお礼（1991年）
- 連続ドラマW
  - プラチナタウン（2012年）[45]
  - レディ・ジョーカー（2013年）[46]
  - スケープゴート（2015年） - レギュラー
  - 沈まぬ太陽（2016年）[47]
  - 不発弾（2018年）[48]
  - パレートの誤算（2020年） - 中澤俊三 役
  - 華麗なる一族（2021年）[49]
  - 邪神の天秤　公安分析班（2022年）

### 舞台
- SINDBAD・HI-NOON（1987年）[50]
- りんご畑のマーティン・ピピン（1987年）[51]
- リンゴ畑のマーティン・ピピンその2（1988年）[52]
- ほどける呼吸（1988年）[53]
- MIDNIGHT UPRIGHT（1988年）[54]
- 水に絵を描く（1989年） - 古池浩一郎 役[55]
- 広島に原爆を落とす日（1989年）[56]
- 一人二役（1990年） - 清太郎 役[57][58]
- 飛龍伝'90（1990年）[59]
- BLUE NOTE（1990年）
- 朝は、七時（英語版）（1991年） - 堀井勝男 役[60]
- ありがちなはなし（1991年）[61]
- 銀龍草（1992年）[62]
- シープス（1992年）
- トランクス（1992年）
- ハムレット（1993年）
- ピロートーク（1993年）[63]
- エンジェル・アイズ（1994年）[64]
- SWEET HOME（1994年）
- 1862 上海大冒険（1994年）
- トランクス（1994年3月） - 久松 役[65]
- ダイヤルMを廻せ！（1994年8月 - 9月） - 夫 役[66]
- New Year Stand Up Comedy Festival（1994年）
- 法王庁の避妊法（1994年）
- ZAZOUS THEATER『LOONY（ルーニィー）』（1995年）[67]
- C.B.（1995年）[68]
- 猛烈王（1995年）
- ポルカ（1996年） - 与謝野 役[69]
- 赤いざくろ（1996年）
- 蠅取り紙（1996年）
- ビフテキと暴走（1996年）[70]
- 東京原子核クラブ（1997年） - 武山真先 役
- 第17捕虜収容所（1997年）[71]
- 例の件だけど、（1997年）[72]
- マクベス（1997年） - マルカム 役[73]
- 唇からナイフ（1998年） - 木本竜也 役[74]
- 休むに似たり（1998年）[75]
- 怪傑三太丸（1999年）
- 検察側の証人（1999年）
- 蠅取り紙（1999年）
- マクベス（1999年）
- ロベルト・ズッコ（2000年）
- またもや！休むに似たり（2000年）
- クローズ・ユア・アイズ（2000年）
- バルコン（2001年）
- 火あそび（2002年）
- アダムとイヴ（2002年）
- 空にかかわるもの（2002年）
- BLOOD BROTHERS（2003年）[76]
- おかえり（2004年） - ケンタロ
- クラウディアからの手紙（2006年）[77][78]
- 怪力（2006年）
- 雨と夢のあとに（2006年） - 早川岳男 役
- HOME（2006年）
- You are here（2007年）
- HOME（2007年）
- ミステリア・ブッフ（2008年）
- 嵐になるまで待って（2008年） - 滝島 役
- 飛龍伝21 〜殺戮の秋（2013年）
- 太陽の棘 彼はなぜ 彼女を残して 旅立ったのだろう（2014年）[79]
- サバイブ！（2014年）[80]
- MORSE―モールス―（2015年）[81]
- 人間ども集まれ！（2016年）[82]
- ミニチュア!!フリーペーパーのナイス街（2017年）[83]
- エンジェルボール（2018年）[84]

### CM
- ミスタードーナツ（1988年 - 1994年）
- ダイハツ工業 オートラマ（1990年 - 1991年、ラジオCM）
- 江崎グリコ カプリコスティック（1990年 - 1991年）
- NTT パジャマコール（1990年）
- 永谷園 すし太郎（1991年 - 1992年）
- 大塚製薬 オロナミンCドリンク（1991年、ラジオCM）
- 富士通テン カーオーディオ（1991年）
- 全国信用金庫協会（1991年）
- 東芝（1992年 - 1993年）
- 愛知冠婚葬祭互助会（1992年 - 1993年）
- 常滑競艇場（1992年 - 1993年）
- メガネの田中チェーン コンタクト（1992年 - 1993年）
- パナソニック ででんのでん（1992年）
- アサヒビール ほろにがビール（1992年）
- 木田建設（1992年）
- トミー（1994年 - 1995年）
- ココストア（1994年）
- 中京医薬品（1995年 - 1996年）
- 愛グループ（1995年 - 1996年）
- エイブル（1995年）
- ダスキン エアコン（2000年 - 2002年）
- 花王 エコナ（2001年）
- チョコラBBプラス（2001年）
- マンパワージャパン（2001年）
- ミツカン すし酢（2002年）
- アッカ・ネットワークス（2002年）
- セイコーエプソン オフィリオ（2002年 - 2003年）
- ソニー・コンピュータエンタテインメント PlayStation 2 アクションパック（2002年 - 2003年）
- ライオン スマイル40EX（2002年 - 2007年）
- オリンパス E-300（2003年）
- NTTコミュニケーションズ OCN光（2005年）
- 日本生命保険（2005年 - 2009年）
- NTTドコモ（2006年）
  - らくらくホン（2007年、ラジオCM）
- RUNEX-WOW（2006年 - 2009年）
- 資生堂 エリクシール（2008年）
- ユーキャン フミダスムービー（2010年）
- 東和薬品（2013年）
- ネスカフェアンバサダー（2014年）

### ラジオドラマ
- 青春アドベンチャー
  - 狩人たち（1999年） - シュリの父 役
- FMシアター
  - 渚のバッド・エンド（2000年）[85]
  - ホテル・ロワイアル（2001年）[86]
  - 幕末の絵師 田崎草雲（2019年）[87]
- ON THE WAY COMEDY 道草（2001年）
- 対岸の彼女（2005年）